# Arja Tiainen
Arja Tiainen, född 19 oktober 1947 i Seinäjoki, är en finländsk författare. 
Tiainen inledde sitt expressiva lyriska författarskap med Nukun silmät auki (1971), som följts av samlingar som Palava susi (1977), Jokainen yksinään paperin äärellä (1989) och Tää tojota ei lähe liikkeelle (2006), som ger en ironisk belysning åt bilismens Finland. Som prosaist har hon framträtt i Suomi Go Go (1974) och Tuhkimo ja Mefisto (1983). Hon använder ofta ett starkt bildspråk, där markörer från samhället omkring oss utnyttjas för att skapa drabbande tidsbilder. Hon tilldelades Pro Finlandia-medaljen 2011.